# Fallet Ingegerd Bremssen
Fallet Ingegerd Bremssen är en svensk dramafilm från 1942 i regi av Anders Henrikson. Filmen bygger på Dagmar Edqvists mest kända roman Fallet Ingegerd Bremssen från 1937. Boken var ett inlägg i en pågående våldtäktsdebatt och baserades på ett verkligt våldtäktsfall. I huvudrollerna ses Sonja Wigert och Anders Henrikson.

## Handling
En kväll blir Ingegerd Bremssen våldtagen. Hon körs till sjukhus. Svårt chockad och påverkad av sin gammaldags uppfostran anser hon att hennes heder och liv är förstört. Hon bryter sin förlovning och reser bort. När hon möter våldtäktsmannen igen skjuter hon honom.

## Om filmen
Filmen premiärvisades 11 mars 1942 på biograf Saga i Stockholm. Den spelades in vid Europa Studio i Sundbybergs stad av Harald Berglund och Sven Thermænius.

## Rollista i urval
- Sonja Wigert - Ingegerd Bremssen, distriktssköterska
- Anders Henrikson - Thomas Arnholm, underläkare, senare överläkare på S:t Barthels sinnessjukhus
- Dagmar Ebbesen - syster Monica, sköterska på S:t Barthel
- Gösta Cederlund - advokat Harald Fors
- Olga Andersson - överstinnan Bremssen, Ingegerds mor
- Marianne Löfgren - Kristin Mårtensson, familjen Bremssens hembiträde
- Nils Lundell - Lilja, Bremssens trädgårdsmästare
- Georg Rydeberg - löjtnant Walter von Baden, Ingegerds fästman
- Carl Barcklind - Edwin Ericsson, häradsdomare i Långheda tingsrätt
- Ivar Kåge - överläkaren på S:t Barthel
- Gunnar Olsson - Nilsson, patient på S:t Barthel
- Gunnar Sjöberg - Ivarsson, underläkare på S:t Barthel
- Wera Lindby - "Hamnbojan", fånge på kvinnofängelset i Malmsved
- Ingrid Luterkort - syster Kerstin, sköterska på S:t Barthel
- Åke Claesson - åklagaren
- Carl Ström - läkare på frontsjukhuset
- Axel Högel - Axel, tågresenär
- Julia Cæsar - Axels fru
- Allan Nyrén - Ragnar Johansson
- Curt Masreliez - läkare på frontsjukhuset
- Ingrid Michaelsson - Ingegerds väninna
- Isa Palmgren - Sigrid, Ingegerds väninna
- Ann-Margret Bergendahl - Ingegerds väninna
- Siv Thulin - Ingegerds väninna
- Gösta Bodin - rättegångsvaktmästaren
- Harald Wehlnor - vårdare på S:t Barthel
- Åke Uppström - Widegren, stationskarl, vittne
- Helga Brofeldt - åhörare i rättssalen
- Helge Kihlberg - åhörare i rättssalen
- Birger Sahlberg - föreståndaren på kvinnofängelset
- Josua Bengtson - fångvaktare
- Emmy Albiin - moster Marie, patient på S:t Barthel
- Frithiof Bjärne - Hallin, våldtäktsmannen

## Musik i filmen
- Mövisa, text Torsten Flodén, framförs med specialtext av Ingrid Michaelsson, Isa Palmgren, Ann-Margret Bergendahl, Siv Thulin samt en okänd skådespelerska.
- Life and Love, kompositör Haydn Wood, instrumental.
- Fille bom-bom-bom, text Felix Körling, sång Anders Henrikson, Gösta Cederlund, Gunnar Sjöberg, Göran Bernhard samt en okänd liten pojke.